# 愛媛労働局

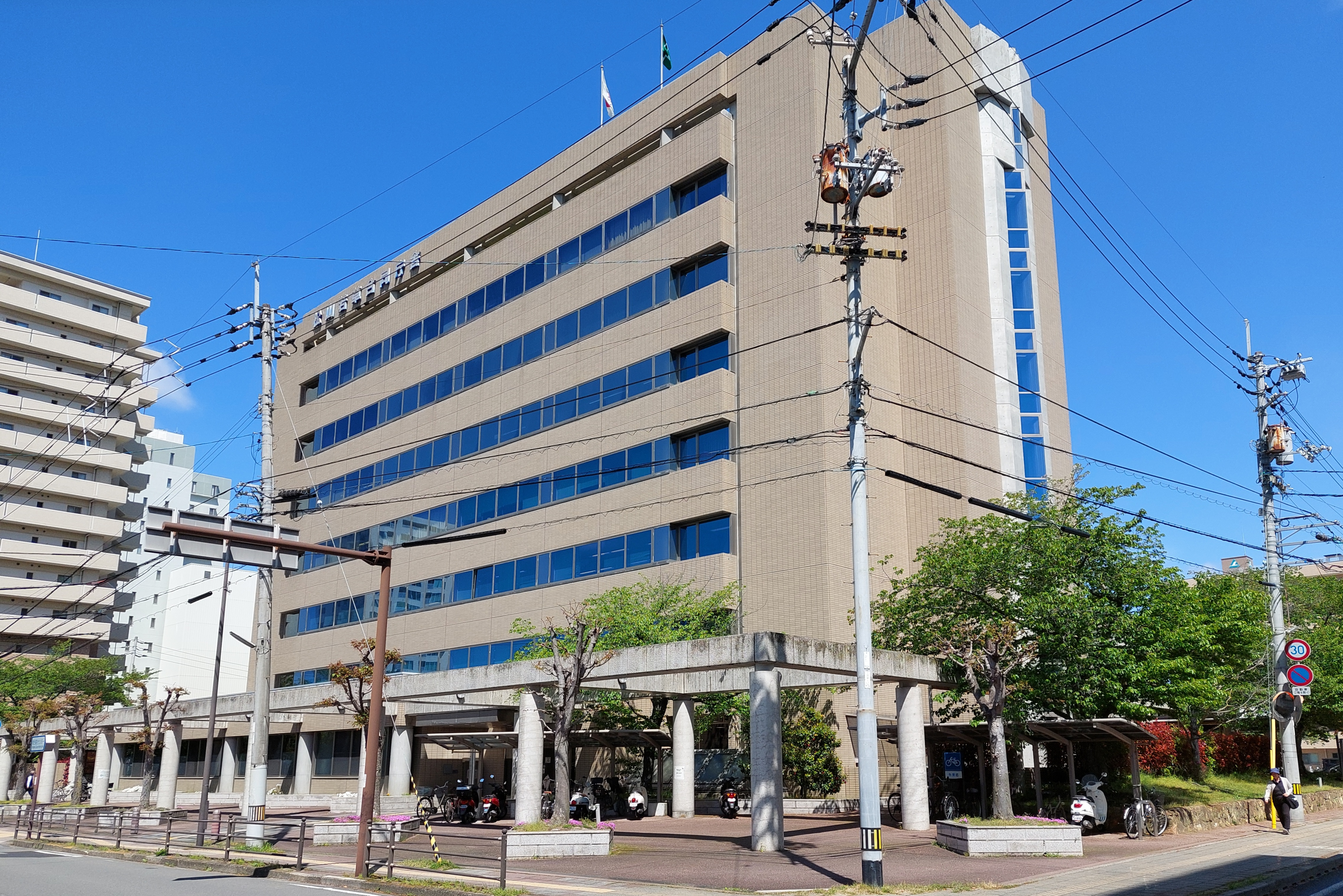
松山若草合同庁舎

愛媛労働局（えひめろうどうきょく）は、愛媛県松山市にある日本の都道府県労働局で、愛媛県を管轄している。

## 所在地
- 本局 愛媛県松山市若草町4番地3 松山若草合同庁舎5F・6F

## 組織
局長
- 総務部
  - 総務課、企画室、労働保険徴収室
- 労働基準部
  - 監督課、健康安全課、賃金室、労災補償課
- 職業安定部
  - 職業安定課、需給調整事業室、職業対策課、求職者支援室
- 雇用環境・均等室

## 出先機関
- 労働基準監督署（5署）
  - 松山労働基準監督署（松山市）
  - 新居浜労働基準監督署（新居浜市）
  - 今治労働基準監督署（今治市）
  - 八幡浜労働基準監督署（八幡浜市）
  - 宇和島労働基準監督署（宇和島市）

- 公共職業安定所（ハローワーク、8所）
  - 松山公共職業安定所（松山市）
  - 今治公共職業安定所（今治市）
  - 八幡浜公共職業安定所（八幡浜市）
  - 宇和島公共職業安定所（宇和島市）
  - 新居浜公共職業安定所（新居浜市）
  - 西条公共職業安定所（西条市）
  - 四国中央公共職業安定所（四国中央市）
  - 大洲公共職業安定所（大洲市）

## 管轄
- 愛媛県全域